# بوتوكسيد البيبرونيل
بوتوكسيد البيبرونيل هو سائل يتراوح لونه بين الأصفر الشاحب والبني فاتح، حيث يُعتبر مركباً عضوياً يستخدم كمكوّن مؤازر لتركيبات مبيدات الآفات، أي أنه على الرغم من عدم وجود نشاط مبيد للآفات خاص به، إلا أنه يعزز فاعلية بعض المبيدات الحشرية مثل الكربامات والبيريثرين والبيريثرويدات والروتينون، وهو مشتق شبه اصطناعي من السافرول.

## التاريخ
تم تطوير بوتوكسيد البيبرونيل في أواخر الثلاثينيات وأوائل الأربعينيات من القرن العشرين لتعزيز أداء المبيد الحشري بيريثروم المشتق بشكل طبيعي. يعتبر بيريثروم ولا يزال مبيدًا حشريًا مهمًا ضد البعوض وغيره من ناقلات الأمراض الحاملة للأمراض، مما يوفر فوائد للصحة العامة، مثل الوقاية من الملاريا. على الرغم من إظهار القليل من نشاط المبيدات الحشرية الذاتية، إلا أن بوتوكسيد البيبرونيل يزيد من فعالية البيريثرينات، وبالتالي يُطلق عليه اسم المؤازر. تم تسجيل براءة اختراع بوتوكسيد البيبرونيل لأول مرة في عام 1947 في الولايات المتحدة بواسطة Herman Wachs.
تم تسجيل بوتوكسيد البيبرونيل لأول مرة في الولايات المتحدة في الخمسينيات من القرن العشرين. يستخدم بيبرونيل بتوكسيد بشكل أساسي مع المبيدات الحشرية، مثل البيريثرينات الطبيعية أو البيرثرويدات الاصطناعية، بنسب (بيبرونيل بتوكسيد: بيريثرينات) تتراوح من 3: 1 إلى 20: 1. يظهر في أكثر من 1500 منتج مسجل في وكالة حماية البيئة الأمريكية، بيبرونيل بتوكسيد هو واحد من أكثر المؤازرين المسجلين شيوعًا كما يقاس بعدد الصيغ الموجودة فيه. تمت الموافقة على تطبيقه قبل وبعد الحصاد على مجموعة متنوعة من المحاصيل والسلع، بما في ذلك الحبوب والفواكه والخضروات. معدلات التطبيق منخفضة. أعلى معدل فردي 0.5 رطل بيبرونيل بتوكسيد/فدان.
يُستخدم على نطاق واسع كعنصر مع المبيدات الحشرية لمكافحة الآفات الحشرية في المنزل وحوله، في مؤسسات مناولة الأغذية مثل المطاعم، وللتطبيقات البشرية والبيطرية ضد الطفيليات الخارجية (قمل الرأس، القراد، البراغيث). يتم إنتاج مجموعة متنوعة من المنتجات المحتوية على بيبرونيل بتوكسيد القائمة على الماء مثل بخاخات الشقوق والشقوق، والضباب الكامل الإطلاق، وبخاخات الحشرات الطائرة للمستهلكين وبيعها للاستخدام المنزلي. يلعب بوتوكسيد البيبرونيل دورًا مهمًا في الصحة العامة كعامل تآزر يستخدم في تركيبات البيريثرين والبيروثرويد المستخدمة لمكافحة البعوض (مثل البخاخات الفضائية وبخاخات السطح وشبكات الفراش). نظرًا لخصائصه المحدودة، إن وجدت، كمبيد حشري، لا يستخدم بيبرونيل بتوكسيد بمفرده أبدًا.

## آلية العمل
يعمل بيبرونيل بتوكسيد كمبيد حشري عن طريق تثبيط آليات الدفاع الطبيعية للحشرة، وأهمها نظام أوكسيديز مختلط الوظائف (MFOs) المعروف أيضًا باسم نظام السيتوكروم P-450. نظام نظام أوكسيديز مختلط الوظائف هو الطريق الأساسي لإزالة السموم من الحشرات، ويسبب الانهيار التأكسدي للمبيدات الحشرية مثل البيريثرين والبيريثرويدات الاصطناعية  - وبالتالي عند إضافة بيبرونيل بتوكسيد، تبقى مستويات أعلى من المبيدات الحشرية في الحشرة لممارسة تأثيرها المميت. من النتائج المهمة لهذه الخاصية أنه من خلال تعزيز نشاط مبيد حشري معين، يمكن استخدام القليل لتحقيق نفس النتيجة.
لا يبدو أن بيبرونيل بتوكسيد لها تأثير كبير على نظام أوكسيديز مختلط الوظائف في البشر. وجد أن بيبرونيل بتوكسيد مضاد فعال ومنخفض الفاعلية ومحايدة لمستقبلات CB1 المقترنة ببروتين ج. المتآزرات الأخرى للمبيدات الحشرية البيرثرويد تشمل سيسامكس و «سلفوكسيد» (يجب عدم الخلط بينه وبين المجموعة الوظيفية).

## التنظيم
يخضع بيبرونيل بتوكسيد للتنظيم في الولايات المتحدة وبعض البلدان الأخرى كمبيد للآفات، على الرغم من أن بيبرونيل بتوكسيد لا يمتلك هذه الخاصية. قانون الولايات المتحدة الفيدرالي لمبيدات الحشرات ومبيدات الفطريات والقوارض (FIFRA)، وهو القانون الذي يمنح وكالة حماية البيئة الأمريكية سلطتها لتنظيم مبيدات الآفات، ويتضمن بعض المتآزرين في تعريفه «لمبيد الآفات» وبالتالي يخضع لنفس الموافقة والتسجيل مثل المنتجات التي تقتل الآفات، مثل المبيدات الحشرية التي يصنع بها بيبرونيل بتوكسيد. تسجيل مبيدات الآفات هو العملية التي تقوم من خلالها وكالة حماية البيئة الأمريكية بفحص مكونات مبيد الآفات، وأين وكيف يتم استخدام مبيد الآفات (على سبيل المثال، مبيد الغرفة بالكامل، والشقوق والشقوق، وما إلى ذلك)، ونمط الاستخدام المحدد (الكمية والتكرار من استخدامه). تقوم وكالة حماية البيئة الأمريكية أيضًا بتقييم مبيد الآفات للتأكد من أنه لن يكون له آثار ضارة غير معقولة على البشر والبيئة والأنواع غير المستهدفة. يجب على وكالة حماية البيئة الأمريكية تسجيل مبيدات الآفات قبل بيعها أو توزيعها في الولايات المتحدة. يشترط التسجيل للمبيد نفسه، وكذلك لجميع المنتجات التي تحتوي عليه. تعترف منظمة الصحة العالمية بقيمة الصحة العامة لـ بيبرونيل بتوكسيد عند استخدامها بالاقتران مع البيريثرويدات الاصطناعية الدلتامثرين أو البيرميثرين المستخدم في الناموسيات.

## تقييم الخطر
أجريت العديد من دراسات السموم على مدار الأربعين عامًا الماضية على بيبرونيل بتوكسيد لفحص النطاق الكامل للتأثيرات السامة المحتملة. أجريت هذه الدراسات وفقًا للمتطلبات التنظيمية التي وضعتها وكالة حماية البيئة الأمريكية أو الوكالات الدولية الأخرى. تم إجراء العديد منها وفقًا لممارسات المختبرات الجيدة التابعة لوكالة حماية البيئة الأمريكية (GLPs)، وهي عبارة عن نظام من العمليات والضوابط لضمان الاتساق والنزاهة والجودة وإمكانية تكرار نتائج الدراسات المختبرية التي أجريت لدعم تسجيل مبيدات الآفات. تم إجراء الأنواع التالية من الدراسات لدعم تسجيل بيبرونيل بتوكسيد:

### دراسات السمية الحادة
صُممت دراسات السمية الحادة لتحديد الأخطار المحتملة من التعرض الحاد. تستخدم الدراسات عادة جرعة واحدة أو بضع جرعات عالية خلال فترة زمنية قصيرة. يتم استخدام البيانات لتطوير البيانات الاحترازية المناسبة لملصقات منتجات مبيدات الآفات. تحدد الدراسات الحادة:
- سمية الجلد
- تهيج العين
- سمية الاستنشاق
- سمية الفم
- تهيج الجلد
- حساسية الجلد

يتميز بيبرونيل بتوكسيد بسمية حادة منخفضة عن طريق الفم والاستنشاق والمسارات الجلدية عند البالغين. إنه يسبب تهيجًا طفيفًا للعينين والجلد. إنه ليس محسس للجلد.

### الامتصاص الجلدي
تشير البيانات المتاحة إلى أن أقل من 3٪ من الكمية التي قد توجد على الجلد (الساعد مثلاً) يتم امتصاصها خلال فترة 8 ساعات. تشير دراسات أخرى بتركيبة مبيد قمل إلى أن حوالي 2٪ عبرت الجلد وحوالي 8٪ عبرت فروة الرأس.

### اضطراب الغدد الصماء
يتطلب قانون حماية جودة الغذاء (FQPA) لعام 1996 من وكالة حماية البيئة الأمريكية معالجة مسألة اضطراب الغدد الصماء. منذ إقرار FQPA، طورت وكالة حماية البيئة الأمريكية برنامجًا ثنائي المستوى لفحص اضطرابات الغدد الصماء (EDSP) مصمم لفحص التأثيرات المحتملة للمواد على أنظمة هرمون الاستروجين والأندروجين والغدة الدرقية (EAT) في كل من البشر والحياة البرية. يتكون المستوى 1 من 11 فحصًا، وهو مصمم لتحديد ما إذا كانت مادة ما لديها القدرة على التفاعل مع أنظمة هرمون EAT. إذا أشارت النتائج إلى وجود علاقة، تنتقل المادة الكيميائية إلى اختبار المستوى 2. الغرض من المستوى 2 هو تحديد ما إذا كانت المادة التي تتفاعل مع نظام هرمون الاستروجين والأندروجين والغدة الدرقية لها تأثير سلبي على البشر أو الحياة البرية، ولتطوير استجابة للجرعة يمكن، بالاقتران مع بيانات التعرض، استخدامها لتقييم المخاطر. بيبرونيل بتوكسيد هي واحدة من المواد الكيميائية التي اختارتها وكالة حماية البيئة لتكون جزءًا من الجهد الأولي في إطار مسببات اضطراب الغدد الصماء. أصدرت وكالة حماية البيئة أول قائمة من المواد الكيميائية لاختبار EDSP في عام 2009، والتي تتكون من أكثر من 60 مبيد كيميائي، بما في ذلك مبيدات الحشرات التآزرية بيبرونيل بتوكسيد. لا تستند القائمة الأولى للمواد الكيميائية المستخدمة في فحص مسببات اضطراب الغدد الصماء إلى احتمالية حدوث نشاط للغدد الصماء أو احتمالية حدوث تأثيرات ضارة. بدلاً من ذلك، تستند القائمة إلى أولويات وكالة حماية البيئة فيما يتعلق بإمكانية التعرض. تمت إضافة بيبرونيل بتوكسيد إلى هذه القائمة بسبب نمط الاستخدام الواسع (1500 منتج مسجل لدى وكالة حماية البيئة الأمريكية)، وقد يتعرض الأشخاص لمستويات منخفضة من بيبرونيل بتوكسيد في وجباتهم الغذائية، من الأسطح المعالجة في منازلهم (مثل السجاد)، وفي بعض المهن (مثل مشغلي مكافحة الآفات).
لا يوجد دليل يشير إلى أن بيبرونيل بتوكسيد يعطل الأداء الطبيعي لجهاز الغدد الصماء. يتضمن ذلك البيانات التي تم تطويرها مؤخرًا لتقييم التفاعل المحتمل لـ بيبرونيل بتوكسيد مع نظام الغدد الصماء. قامت مجموعة
```
يبرونيل بتوكسيد تاسك فورس 2، وهي مجموعة من الشركات التي تنتج أو تسوق المنتجات المحتوية على بيبرونيل بتوكسيد، بإجراء جميع شاشات مسببات اضطراب الغدد الصماء من المستوى 1 البالغ عددها 11، وقدمت جميع الوثائق المطلوبة وتقارير الدراسة.
```

تعتزم وكالة حماية البيئة الأمريكية استخدام نهج وزن الأدلة (WoE) لتقييم نتائج المستوى 1 من EDSP. بينما أصدرت الوكالة إرشادات WOE، لم يتم إجراء تقييمات فعلية لـ WOE حتى الآن وإصدارها للمسجلين. أجرى PBTFII تحليل WoE لـ بيبرونيل بتوكسيد الذي يتوافق مع إرشادات وكالة حماية البيئة. يفحص تحليل WoE لـ بيبرونيل بتوكسيد كل اختبار EDSP من المستوى 1 يتم إجراؤه لـ بيبرونيل بتوكسيد. يناقش الغرض من الاختبار ويلخص تصميم الدراسة ونتائجها ويقدم استنتاجًا شاملاً لكل اختبار. ثم يتم النظر في جميع الاختبارات الفردية الـ 11 معًا للتوصل إلى نتيجة شاملة لنتائج بطارية المستوى 1. بالنسبة لبعض المقايسات، تعتبر المعلومات الأخرى ذات الصلة علميًا أيضًا جزءًا من التقييم. الغرض من تحليل WoE هو تحديد ما إذا كان بيبرونيل بتوكسيد لديه القدرة على التفاعل مع نظام الغدد الصماء، على النحو الذي تحدده فحوصات EDSP Tier 1، وبطارية المستوى 1 ككل و OSRI. إن تحديد أن مادة كيميائية لديها القدرة على التفاعل مع نظام الغدد الصماء من شأنه أن يؤدي إلى الحاجة إلى اختبار EDSP من المستوى 2. تخطط وكالة حماية البيئة لإصدار تقييم WOE في أواخر عام 2014 أو أوائل عام 2015.

### الدراسات شبه المزمنة والمزمنة/السرطنة
تفحص الدراسات المزمنة وشبه المزمنة سمية التعرض المتكرر طويل الأمد للمواد الكيميائية. قد تتراوح من 90 يومًا للدراسات دون المزمنة، إلى 12-24 شهرًا للدراسات المزمنة مدى الحياة الكاملة، المصممة لتحديد إمكانية التسبب في السرطان. وتهدف أيضًا إلى تحديد أي تأثيرات غير سرطانية، بالإضافة إلى مستوى تأثير ضار واضح لا يمكن ملاحظته (NOAEL) يتم استخدامه لتقييم المخاطر. تشمل الدراسات التي أجريت على بيبرونيل بتوكسيد ما يلي:
- دراسة علم السموم عن طريق الاستنشاق لمدة 90 يومًا
- 18 شهرًا من دراسة السمية المزمنة/السرطنة في الفئران
- دراسة عن السمية المزمنة/السرطنة لمدة 24 شهرًا في الفئران

تم اشتقاق مستويات NOAELs لـ بيبرونيل بتوكسيد من الدراسات دون المزمنة والمزمنة. يتم استخدام NOAELs من قبل وكالة حماية البيئة لإجراء تقييمات للمخاطر لجميع الاستخدامات الفردية لـ بيبرونيل بتوكسيد للتأكد من أن جميع المنتجات المسجلة مع بيبرونيل بتوكسيد تشكل يقينًا معقولاً بعدم وجود ضرر مستخدم وفقًا لتوجيهات الملصق.
تسبب بيبرونيل بتوكسيد في زيادة أورام الكبد في الفئران التي تناولت مستويات عالية من بيبرونيل بتوكسيد في النظام الغذائي طوال حياتها. يشير التحديد والتحليل العلمي للأحداث الرئيسية المؤدية إلى تكوين أورام كبد الفأر إلى أنه من غير المحتمل أن تحدث هذه الأحداث لدى البشر.
تصنف وكالة حماية البيئة بيبرونيل بتوكسيد على أنها مجموعة مسرطنة من المجموعة C - «من المحتمل أن تكون مسببة للسرطان للإنسان.» تحت رعاية الأمم المتحدة، قام الاجتماع المشترك بين منظمة الأغذية والزراعة ومنظمة الصحة العالمية (الفاو/منظمة الصحة العالمية) بشأن مخلفات مبيدات الآفات بتقييم الجسم الكامل لسموم بيبرونيل بتوكسيد عدة مرات منذ عام 1965. وخلصوا إلى أنه عند الجرعات التي تصل إلى المعايير المقبولة دوليًا للجرعة القصوى المسموح بها، لا يعتبر بيبرونيل بتوكسيد مادة مسرطنة في الفئران أو الفئران، مما يؤدي إلى استنتاج مفاده أن بيبرونيل بتوكسيد ليس مادة مسرطنة للإنسان.

### دراسات السمية التنموية
تم العثور على بيبرونيل بتوكسيد لتثبيط مسار إشارات القنفذ، وهو منظم حاسم لنمو الدماغ والوجه في جميع الفقاريات، من خلال عداء البروتين Smoothened (SMO). تم العثور على بيبرونيل بتوكسيد لتكون قادرة على التسبب في تشوهات الدماغ والوجه المعتمدة على الجرعة في الفئران المعرضة خلال التطور المبكر، بما في ذلك العيب الخلقي البشري النادر Holoprosencephaly. حتى الجرعات من بيبرونيل بتوكسيد التي لم تسبب تشوهات الوجه المرتبطة بالتهاب الدماغ الكلي، وُجد أنها تسبب عيوبًا تشريحية عصبية دقيقة، والتي تكون عواقبها المعرفية أو السلوكية غير معروفة.
وجدت دراسة لعلم الأوبئة في بولندا أن التعرض للـ بيبرونيل بتوكسيد كان مرتبطًا بتخفيضات تعتمد على الجرعة في النمو الإدراكي العصبي لدى الأطفال بعمر 3 سنوات.

### تأثيرات الحيوانات
مادة بيبرونيل بتوكسيد ذات سمية معتدلة إلى عالية السمية للافقاريات المائية، مثل براغيث الماء والروبيان. في الجرعات المنخفضة طويلة الأمد، تأثر تكاثر برغوث الماء. إن مادة بيبرونيل بتوكسيد شديدة السمية بالنسبة إلى البرمائيات في مرحلة الشرغوف.

## تقييم التعرض
نظرًا للاستخدام المكثف غير الغذائي لـ بيبرونيل بتوكسيد، قام مصنعو بيبرونيل بتوكسيد ومسوقو المنتجات المحتوية على بيبرونيل بتوكسيد بتشكيل فريق عمل التعرض غير الغذائي (NDETF) في عام 1996 لتطوير برنامج بحث طويل الأجل لفهم ظاهرة التعرض البشري بشكل كامل. للمبيدات الحشرية المستخدمة في المنزل. أجريت معظم الدراسات باستخدام تركيبات البيرثرينات/بيبرونيل بتوكسيد والبيرثرويدات الاصطناعية/بيبرونيل بتوكسيد، وركزت على الاستخدام الداخلي لمنتجات رش المبيدات. تم اختيار أسطح أرضيات السجاد والفينيل لاختلاف خصائصها الفيزيائية والكيميائية، ولأنها تمثل نسبة كبيرة من أغطية الأرضيات المستخدمة في المنازل في أمريكا الشمالية. بينما كان تركيز جهود NDETF على رذاذات الإطلاق الكلي، تم إجراء دراسة أيضًا لتحديد كل من التشتت (مستويات الهواء) والترسب (على الأرضيات) للبيريثرينات/بيبرونيل بتوكسيد الناتجة عن استخدام علبة رذاذ بخاخ محمولة باليد. كما تم قياس التعرض المباشر المحتمل للمستخدم. تم إجراء أخذ عينات من الهواء من منطقة التنفس للقضيب وتحليل المخلفات على القفازات القطنية. تم تقديم هذه البيانات إلى وكالة حماية البيئة الأمريكية وكانت أساسية لتقييم الوكالة الشامل لمخاطر عمليات بيبرونيل بتوكسيد.

## تقييم المخاطر
حددت وكالة حماية البيئة الأمريكية، في قرار أهلية إعادة التسجيل، «عدم وجود مخاطر مثيرة للقلق» لخلط أو تحميل أو مناولة أو استخدام المنتجات المحتوية على بيبرونيل بتوكسيد.